# Muespach
Muespach település Franciaországban, Haut-Rhin megyében. Lakosainak száma 934 fő (2022. január 1.). Muespach Knœringue, Steinsoultz, Berentzwiller, Roppentzwiller, Durmenach, Werentzhouse, Fislis és Muespach-le-Haut községekkel határos.

## Népesség
A település népességének változása:
| Lakosok száma | 836  | 873  | 904  | 899  | 908  | 926  | 929  | 931  | 934  |
|               | 2013 | 2015 | 2016 | 2017 | 2018 | 2019 | 2020 | 2021 | 2022 |